# Jacques Sautereau
Marie Maurice Jacques Alfred Sautereau (ur. 7 września 1860 w Louveciennes, zm. 23 listopada 1936 w Saint-Mandé) – francuski krokiecista, który na Igrzyskach Olimpijskich 1900 w Paryżu zdobył brązowy medal w tej dyscyplinie.